# Parfinsky (huyện)
Huyện Parfinsky (tiếng Nga: ? райо́н) là một huyện hành chính tự quản (raion), của Tỉnh Novgorod, Nga. Huyện có diện tích 1527 km², dân số thời điểm ngày 1 tháng 1 năm 2000 là 16700 người. Trung tâm của huyện đóng ở Parfino.